# Karima (album)
Karima è il primo album della cantante italiana Karima, pubblicato il 13 aprile 2010 dall'etichetta discografica Sony BMG. Nel 2009 era già stato pubblicato un EP, Amare le differenze.

## Tracce
1. Just Walk Away – 4:05 (testo: Steven Sater – musica: Burt Bacharach)
2. I've Got My Mind Made Up – 5:12 (testo: Paul Anka – musica: Burt Bacharach)
3. Waiting for Charlie (To Come Home) – 4:17 (testo: Burt Bacharach e Bob Hiliard – musica: Burt Bacharach)
4. Brividi e guai – 4:03 (testo: Diego Calvetti e Marco Ciappelli – musica: Francesco Sighieri)
5. Uno meno zero – 3:54 (Enzo Avitabile)
6. Un angolo di mondo – 3:53 (Diego Calvetti, Marco Ciappelli, Alessandra Flora)
7. Diamo la colpa all'estate – 3:41 (Marcello Pieri)
8. A metà strada – 3:31 (testo: Diego Calvetti, Marco Ciappelli, Alessandra Flora – musica: Luca Angelosanti e Francesco Morettini)
9. D'amore – 3:43 (Luca Angelosanti, Diego Calvetti e Marco Ciappelli)
10. Dentro ai tuoi occhi – 3:56 (testo: Diego Calvetti e Marco Ciappelli – musica: Davide Esposito)
11. Come in ogni ora (Live) – 5:06

## Singoli Estratti
- Brividi e guai (19 marzo 2010)[1]
- Uno meno zero (28 maggio 2010)[2]
- Just Walk Away (17 settembre 2010)[3]

## Classifiche
| Classifica (2010) | Posizione massima |
| ----------------- | ----------------- |
| Italia            | 19                |

### Andamento nella classifica italiana
| Posizione | 19 | 29 | 33 | 53 | 63 | 64 | 65 | 77 |